# Mauro Baldi
Mauro Baldi, italijanski dirkač Formule 1, * 31. januar 1954, Reggio Emilia, Italija.
Mauro Baldi je upokojeni italijanski dirkač Formule 1. Debitiral je v sezoni 1982 in s šestim mestom na Veliki nagradi Nizozemske je osvojil svojo prvo prvenstveno točko, uspeh ki ga je v sezoni ponovil še na Veliki nagradi Avstrije. V naslednji sezoni 1983 je po še enem šestem mestu na Veliki nagradi Monaka, dosegel peto mesto na Veliki nagradi Nizozemske, kar je njegov najboljši rezultat kariere. Sezoni 1984 in 1985, v katerih je izpustil precej dirk, je končal brez točk, nato pa se je upokojil kot dirkač Formule 1. Leta 1994 je zmagal na dirki 24 ur Le Mansa.

## Popolni rezultati Formule 1
(legenda) (odebeljene dirke pomenijo najboljši štartni položaj, poševne pa najhitrejši krog, †-uvrščen kljub odstopu)
| Leto | Moštvo                  | Šasija          | Motor           | 1       | 2        | 3        | 4      | 5       | 6       | 7        | 8      | 9     | 10      | 11      | 12      | 13      | 14      | 15      | 16     | Prv | Toč |
| ---- | ----------------------- | --------------- | --------------- | ------- | -------- | -------- | ------ | ------- | ------- | -------- | ------ | ----- | ------- | ------- | ------- | ------- | ------- | ------- | ------ | --- | --- |
| 1982 | Arrows Racing Team      | Arrows A4       | Cosworth V8     | JAR DNQ | BRA 10   | ZZDA DNQ | SMR    | BEL NC  | MON DNQ | VZDA Ret | KAN 8  | NIZ 6 | VB 9    | FRA Ret | NEM Ret | AVT 6   | ŠVI DNQ |         | LVE 11 | 25. | 2   |
| 1982 | Arrows Racing Team      | Arrows A5       | Cosworth V8     |         |          |          |        |         |         |          |        |       |         |         |         |         |         | ITA 12  |        | 25. | 2   |
| 1983 | Marlboro Alfa Romeo     | Alfa Romeo 183T | Alfa Romeo V8   | BRA Ret | ZZDA Ret | FRA Ret  | SMR 10 | MON 6   | BEL Ret | VZDA 12  | KAN 10 | VB 7  | NEM Ret | AVT Ret | NIZ 5   | ITA Ret | EU Ret  | JAR Ret |        | 16. | 3   |
| 1984 | Spirit Racing           | Spirit 101      | Hart Straight-4 | BRA Ret | JAR 8    | BEL Ret  | SMR 8  | FRA Ret | MON DNQ | KAN      | VZDA   | ZDA   | VB      | NEM     | AVT     | NIZ     | ITA     | EU 8    | POR 15 | -   | 0   |
| 1985 | Spirit Enterprises Ltd. | Spirit 101D     | Hart Straight-4 | BRA Ret | POR Ret  | SMR Ret  | MON    | KAN     | VZDA    | FRA      | VB     | NEM   | AVT     | NIZ     | ITA     | BEL     | EU      | JAR     | AVS    | -   | 0   |